# Ophiobrachion hamispinum
Ophiobrachion hamispinum är en ormstjärneart som beskrevs av Murakami 1944. Ophiobrachion hamispinum ingår i släktet Ophiobrachion och familjen skinnormstjärnor. Inga underarter finns listade i Catalogue of Life.